# Myodocarpus gracilis
Myodocarpus gracilis là một loài thực vật có hoa trong họ Myodocarpaceae. Loài này được (Dubard & R.Vig.) mô tả khoa học đầu tiên năm 1904 như là Myodocarpus elegans var. gracilis. Năm 2003 Lowry nâng cấp nó thành loài độc lập.